# Scopula vigilata
Scopula vigilata är en fjärilsart som beskrevs av Louis Beethoven Prout 1913. Scopula vigilata ingår i släktet Scopula och familjen mätare. Inga underarter finns listade.